# Calanthe atjehensis
Calanthe atjehensis är en orkidéart som beskrevs av Johannes Jacobus Smith. Calanthe atjehensis ingår i släktet Calanthe och familjen orkidéer. Inga underarter finns listade i Catalogue of Life.